# Kavalam Madhava Panikkar
Kavalam Madhava Panikkar  fue un novelista, periodista, historiador, administrador y  diplomático, indio.
Fue educado en Madrás y en la Universidad de Oxford.
A partir de 1925 era editor del diario Hindustan Times, enseñó en la Aligarh Muslim University y más tarde en la Universidad de Calcuta.
De 1925 a 1945 sirvió a los Estados Nativos de la India: convirtiéndose en secretario del en:Chamber of Princes. También se desempeñó como ministro de Relaciones Exteriores de en:Patiala State y de Bikaner en 1944 fue dewan de Bikaner.
El 15 de agosto de 1947, la India se declaró independiente
Del 16 de septiembre de 1947 al 29 de noviembre de 1947 Panikkar  representó La India en la 2ª sesión de la Asamblea General de las Naciones Unidas en Flushing Meadows-Corona Park.
De 1948 a 1952 fue embajador en Beijing, donde estableció una relación con Chiang Kai-shek y permaneció allí cuando en 1949 los comunistas tomaron el poder.
De 1952 a 1953 fue Embajador en El Cairo. Faruq de Egipto acababa de darse cuenta de que él era descendiente de Mahoma, abdicó en favor de Fuad II de Egipto, su hijo de cinco meses y se fue al exilio a Roma.
Del 15 de julio de 1956 a 1959 fue embajador en París. Una Accidente cerebrovascular le obligó a regresar a la India. 
En la recuperación, él tomó su carrera académica de nuevo, convirtiéndose en Vicecanciller de University of Jammu y de la University of Kashmir y más tarde la en:University of Mysore. Durante su carrera política Panikkar continuó publicando artículos y poemas, y también tradujo varias obras de teatro griegas en malayalam verso.